# Oost Gelre
Oost Gelre ist eine Gemeinde der niederländischen Provinz Gelderland. Sie entstand am 1. Januar 2005 aus Groenlo und Lichtenvoorde. Die neue Gemeinde hat eine Gesamtfläche von 110,44 km² und zählte am 1. Januar 2025 nach Angaben des CBS 30.048 Einwohner.

## Orte
Die Gemeinde umfasst die Städtchen Groenlo und Lichtenvoorde, wo die Gemeindeverwaltung vorläufig ihren Sitz hat, und die Dörfer Lievelde, wo sich der Bahnhof an der Bahnstrecke Zutphen–Winterswijk befindet, Harreveld, Vragender, Zieuwent, Mariënvelde, Zwolle und noch einige kleinere Ortschaften.

## Lage und Wirtschaft
Die Gemeinde liegt an der deutschen Grenze, im Osten der Region Achterhoek, zwischen Ruurlo im Westen und Winterswijk im Osten. Früher war der Ort an die Bahnstrecke Lichtenvoorde–Bocholt angeschlossen. Lichtenvoorde ist ein ausgedehntes Dorf mit kleinen Industrie- und Handelsbetrieben und viel Land- und Obstbauwirtschaft.

## Politik

### Sitzverteilung im Gemeinderat
Der Gemeinderat wird seit der Gemeindegründung folgendermaßen gebildet:
| Partei                         | Sitze | Sitze | Sitze | Sitze | Sitze |
| Partei                         | 2004  | 2010  | 2014  | 2018  | 2022  |
| ------------------------------ | ----- | ----- | ----- | ----- | ----- |
| CDA                            | 10    | 7     | 7     | 7     | 7     |
| Onafhankelijken Oost Gelre     | 4     | 4     | 5     | 5     | 6     |
| VVD                            | 5     | 9     | 4     | 5     | 5     |
| PvdA                           | 3     | 2     | 2     | 2     | 1     |
| Nieuwe Liberalen Oost Gelre    |       | –     | 2     | 1     | 1     |
| Onafhankelijke Lijst Wallerbos | –     | –     | –     | –     | 1     |
| Democraten Oost Gelre a        | –     | –     | –     | –     | 0     |
| GroenLinks                     | –     | –     | –     | –     | 0     |
| D66 a                          | 1     | 1     | 1     | 1     | –     |
| Gezonde Gemeentepolitiek       | 1     | 1     | –     | –     | –     |
| Gesamt                         | 23    | 23    | 21    | 21    | 21    |

Anmerkungen

### Bürgermeister
Seit dem 3. April 2014 ist Annette Bronsvoort (PvdA) amtierende Bürgermeisterin der Gemeinde. Zu ihrem Kollegium zählen die Beigeordneten Jos Hoenderboom (CDA), Marieke Frank (CDA), Karel Bonsen (VVD), Bart Porskamp (VVD) sowie die Gemeindesekretärin Marjan Nekkers.

## Sehenswürdigkeiten
- In Lievelde gibt es das kleine Freilichtmuseum Erve Kots mit Pfannkuchenrestaurant. Es ist etwa von Ostern bis Mitte Oktober geöffnet. Auch gibt es ein mit Dampfmaschinen betriebenes Sägewerk, das als Museumsanlage in Stand gehalten wird.
- In Lichtenvoorde findet jeden Sommer ein Blumenkorso statt.
- In Groenlo wird jedes Jahr Karneval gefeiert, und in der Stadtmitte gibt es historische Sehenswürdigkeiten aus der Zeit des Achtzigjährigen Kriegs, in dessen Verlauf Groenlo mehrere Male belagert geworden ist.

## Bilder

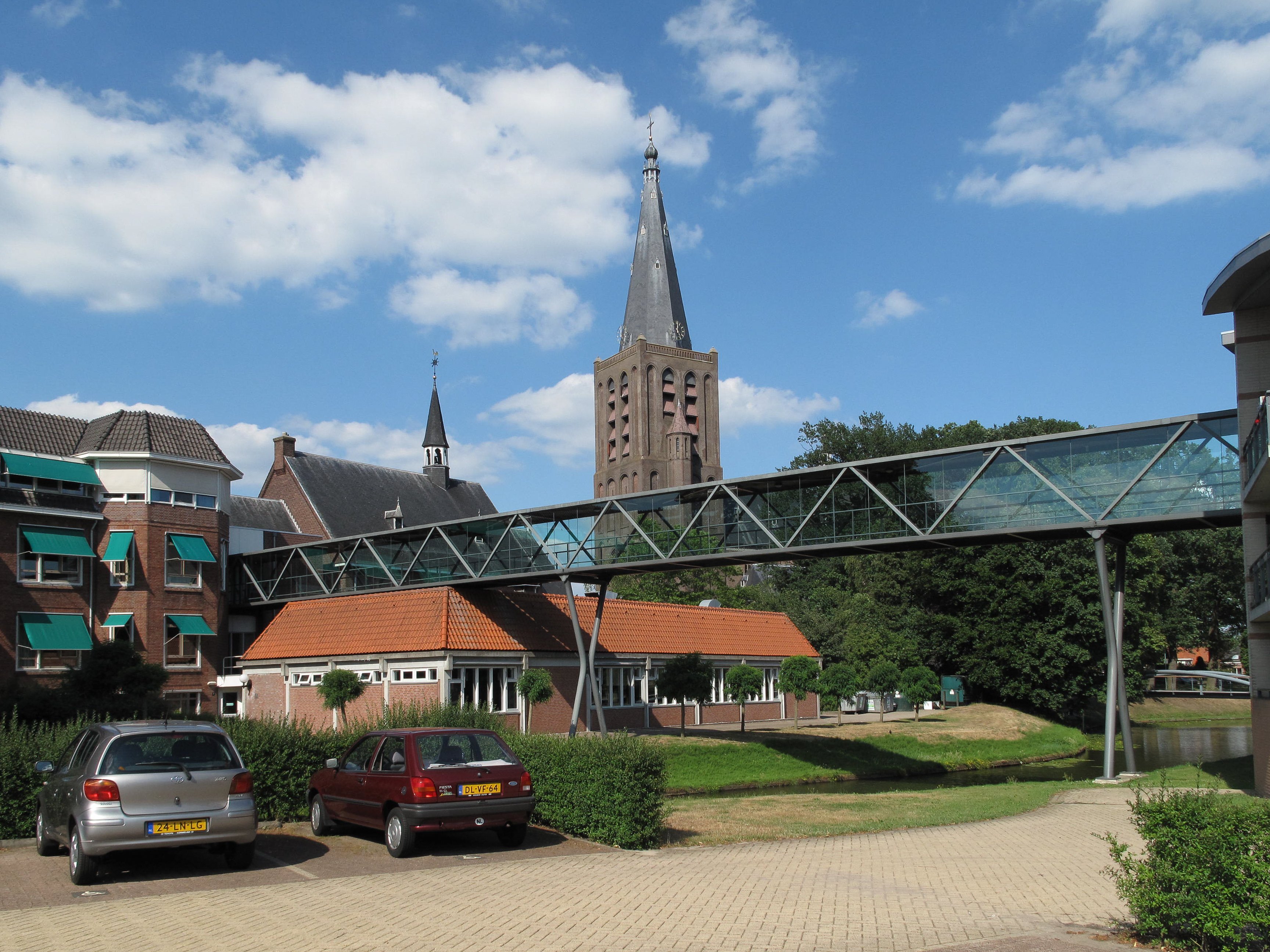
Groenlo, Kapelle und Kirche (de Nieuwe Calixtuskerk)
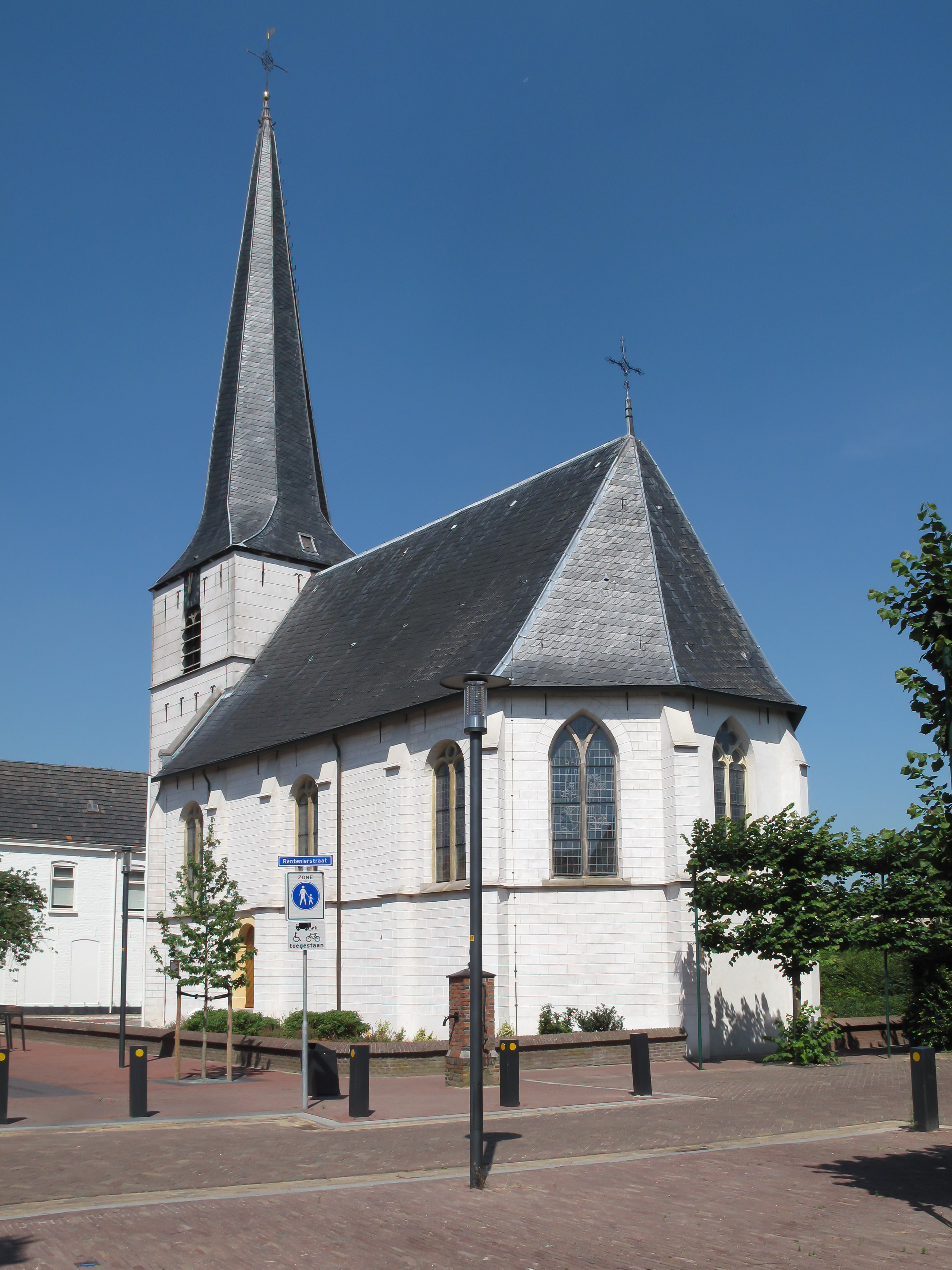
Lichtenvoorde, Kirche: de Johanneskerk
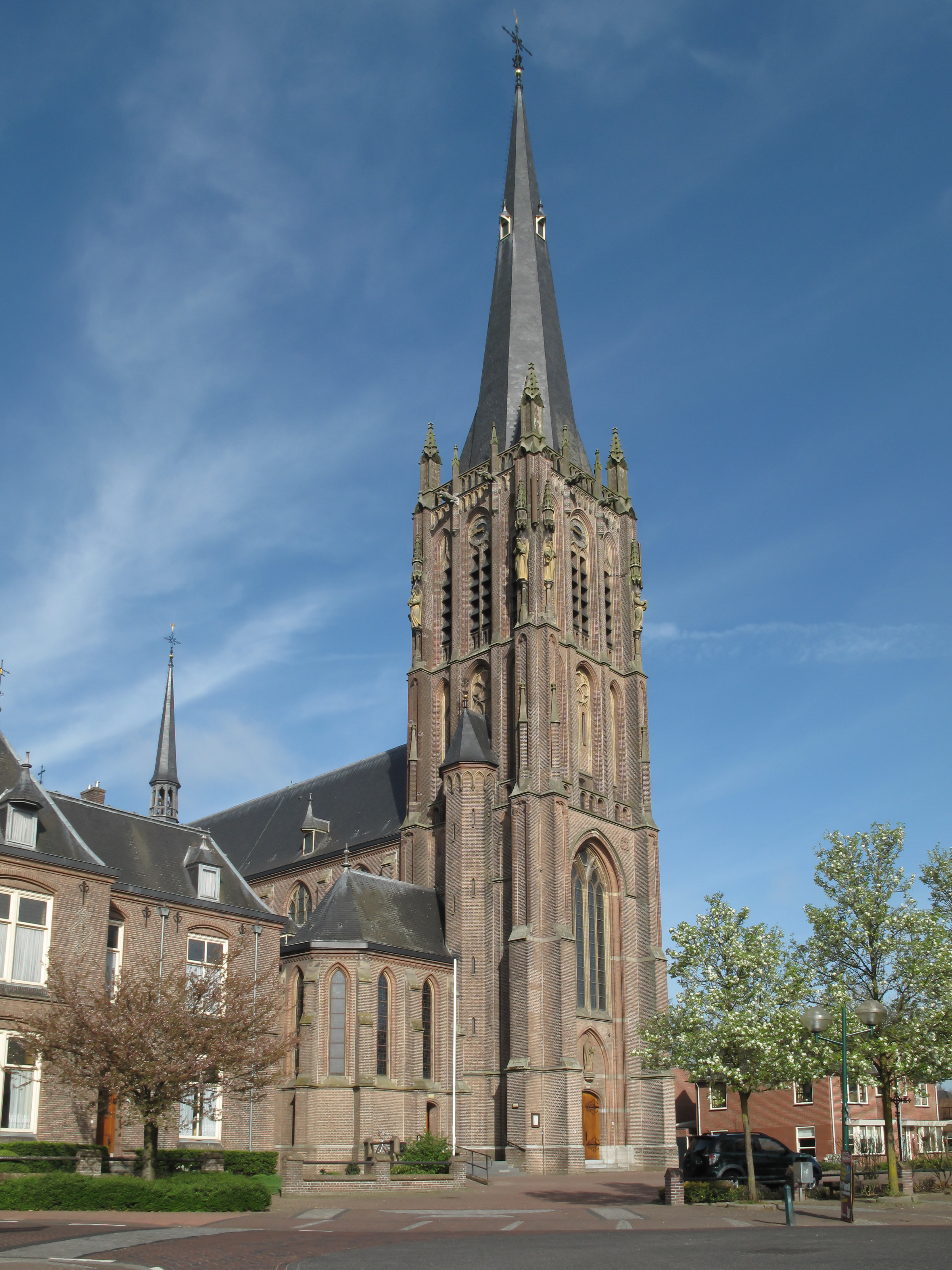
Zieuwent, Kirche: Sint Werenfriduskerk
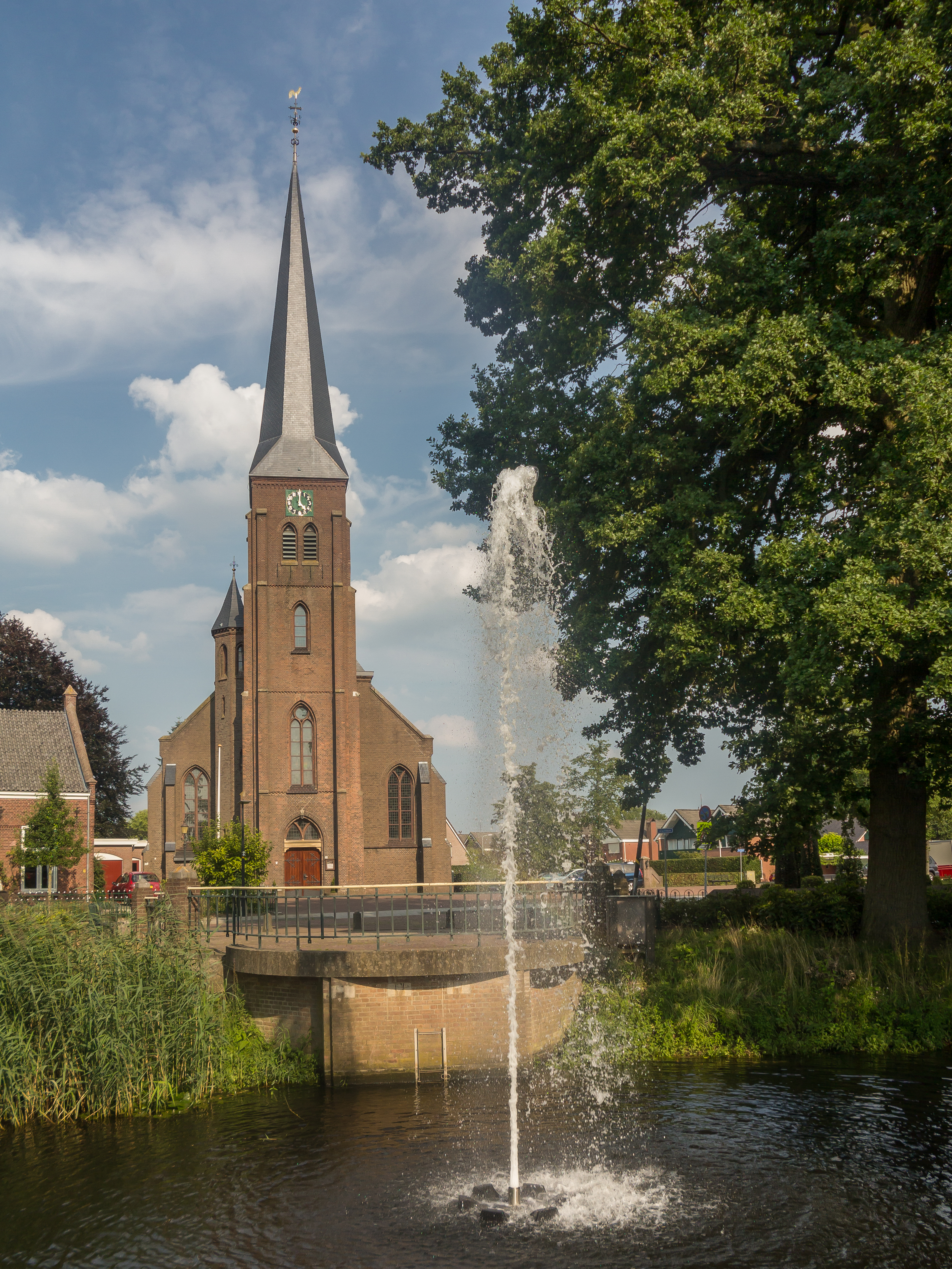
Harreveld, Kirche: de Sint Agathakerk

## Söhne und Töchter der Gemeinde
- Johannes Dieker (1880–1968), deutscher Kommunalpolitiker
- Marco Blaauw (* 1965), klassischer Trompeter
- Mirjam Kloppenburg (* 1966),  Tischtennisspielerin
- Tom Holkenborg alias Junkie XL (* 1967), DJ
- Tristan Hoffman (* 1970), Radrennfahrer und Sportlicher Leiter
- Sander Boschker (* 1970), Fußballtorhüter
- Dave Bus (* 1978), Fußballer